# Helena Linge
Signe Helena Birgitta Linge, ursprungligen Lundahl, född 18 augusti 1971 i Harlösa församling i dåvarande Malmöhus län, är en svensk lärare och facklig företrädare.
Helena Linge växte upp i Södra Sandby, utbildade sig till grundskollärare och är legitimerad i tretton ämnen. Hon blev ordinarie ledamot i Lärarnas Riksförbunds styrelse 2004 och valdes 2013 till andre vice ordförande i Lärarnas Riksförbund. Hon är gruppledare i förbundets Forum för kultur och kommunikation. Sedan 1 november 2015 anställd vid Lärarnas Riksförbunds centrala kansli i Stockholm. Först som kommunikationschef, därefter som förbundssekreterare och sedan 1 juni 2022 som tf kanslichef. Helena Linge är den första kvinnan som innehar rollen som kanslichef för Lärarnas Riksförbund. 
Linge är gift med Paul Linge (ogift Hansson, född 1967). Hon är bosatt i Skegrie utanför Trelleborg.